# Emídio Guerreiro
Emídio Guerreiro ComL • GCL (Oliveira do Castelo, Guimarães, 6 de Setembro de 1899 — Azurém, Guimarães, 29 de Junho de 2005) foi um professor de Matemática e político português, opositor do Estado Novo. Combateu na 1ª Guerra Mundial, na Guerra civil espanhola e foi membro da LUAR. Foi ainda deputado à Assembleia Constituinte.

## Vida e obra

### Nascimento e juventude
Emídio Guerreiro, filho de António Guerreiro, 2.º sargento de infantaria, natural de Painzela, e de Maria de Oliveira, dona-de-casa, natural de Oliveira do Castelo, Guimarães, nasceu na Rua de São Dâmaso, em Oliveira do Castelo, Guimarães, a 6 de Setembro de 1899, pelas seis horas da manhã. Foi batizado a 26 de setembro de 1899 na freguesia de Oliveira do Castelo, Guimarães, com autorização do prelado por terem decorrido mais de oito dias sobre o nascimento.
Cedo aderiu aos ideais da República, tendo combatido, como voluntário, na Primeira Guerra Mundial. Em 1927 licenciou-se em Matemática, na Faculdade de Ciências da Universidade do Porto, onde foi aluno de Francisco Gomes Teixeira.  

### Oposicionista às ditaduras
Após o Golpe do 28 de Maio, em 1926, junta-se aos opositores da Ditadura Militar. Em 1928, no Porto, funda a loja maçónica A Comuna do Grande Oriente Lusitano Unido. Em 1931 é admitido como assistente extraordinário na Faculdade de Ciências da Universidade do Porto, mas acaba por ser afastado, por interferência da PVDE. Em 1932 é preso por escrever um texto contra o presidente Óscar Carmona, evadindo-se um ano depois. 
Iniciou em 1932 um exílio de mais de 40 anos, primeiro em Espanha, onde serviu os rojos durante a Guerra Civil; depois em França, onde em plena Segunda Guerra Mundial, se juntou clandestinamente à resistência. Quando a Segunda Guerra termina, fica a leccionar Matemática no Lycée Janson-de-Sailly, em Paris, onde permanece até 1974.
Foi apoiante e colaborador próximo de Humberto Delgado. Depois do assassinato do general, ofereceu-se para liderar a oposição democrática portuguesa, mas encontrou uma total objeção por parte de Mário Soares, que reivindicou para si essa condição.
Mantendo uma consistente atividade de oposição à ditadura, ajudou a fundar em 1967, na capital francesa, a LUAR (Liga de Unidade e Acção Revolucionária), grupo de esquerda revolucionária, adepta da luta armada contra a ditadura. 

### Ação política pós-25 de Abril
Depois do 25 de Abril, a 12 de Maio de 1974 regressou a Portugal. Apesar de ideologicamente próximo do Partido Socialista, a sua incompatibilidade pessoal com Mário Soares, fê-lo optar pela adesão ao Partido Popular Democrático. Dirigente desse partido, viria mesmo a ser eleito secretário-geral interino do PPD durante os meses do PREC, em 1975, numas eleições disputadas a Carlos Mota Pinto, e num período em que Francisco Sá Carneiro se ausentara do país, devido a uma doença grave, para se tratar em Londres.
Depois de ser eleito deputado à Assembleia Constituinte, afastou-se daquele partido em 1976, por discordar da ideia que Sá Carneiro fazia da social-democracia. Viria mais tarde a aderir ao Partido Renovador Democrático, embora já desiludido da política nacional. No final da sua vida, confessava-se próximo do Partido Socialista. Entrevistado pelo jornal Expresso, por ocasião do seu centenário em 1999, elegeu a dignidade humana como o ideal que sempre norteou a sua vida. «Como não pode haver dignidade se não houver liberdade, naturalmente que eu lutei pela liberdade. Lutei contra todos os regimes prepotentes, lutei contra todas as ditaduras», foram as suas declarações.

### Morte e distinções
Faleceu no lar de terceira idade com o seu nome, freguesia de Azurém, Guimarães, com 105 anos de idade, ao fim de uma longa vida que atravessou os séculos XIX, XX e XXI.
A 30 de Junho de 1980 foi feito Comendador da Ordem da Liberdade e a 25 de Agosto de 1999 foi elevado a Grã-Cruz da mesma Ordem.
Era membro da Maçonaria, nomeadamente do Grande Oriente Lusitano, onde integrava a Loja 25 de Abril com o nome Lénine.
Para comemorar os 120 anos do seu nascimento, a Associação de Socorros Mútuos Vimaranense (ASMAV) inaugurou em 2020 “Emídio Guerreiro 120 anos do nascimento. Vimaranense, cidadão universal” em Guimarães. A exposição "retrata, numa narrativa simples e dirigida ao grande público, a vida de um lutador pela liberdade, desde o período republicano até ao 25 de Abril de 1974".

## Vida pessoal
Casou primeira vez com Augusta Ferreira da Mota, a 14 de dezembro de 1924, em Cedofeita, Porto, de quem se divorciou a 7 de dezembro de 1967. Casou segunda vez em Montauban, França, com Maria Alice de Carvalho a 3 de novembro de 1976, de quem enviuvou a 12 de fevereiro de 2004.